# Rick Davies
Richard "Rick" Davies (22 de juliol de 1944 a Eastcott Hill, Swindon, Wiltshire, Anglaterra) és un músic, cantant i compositor anglès més conegut com a fundador, vocalista i teclista del grup de rock Supertramp. Davies és l'únic membre que queda de la formació original. Va compondre algunes de les seves cançons més conegudes, incloent "Rudy", "Bloody Well Right", "Ain't Nobody But Me", "Gone Hollywood", "Goodbye Stranger", "Just another nervous creck", "Cannonball" i "I'm Beggin 'You". És conegut generalment pels seus solos de piano rítmic de blues i per composicions de rock progressiu tenyides per jazz i lletres cíniques.
A partir del disc Indelibly Stamped el 1971, Davies va compartir el lideratge del grup amb Roger Hodgson fins a la sortida d'aquest últim el 1983, moment en el qual es va convertir en l'únic vocalista del grup. La veu de Davies és més profunda que la de Hodgson, i sol utilitzar un baríton raspy que contrasta amb la de tenor del seu company de banda. Tot i això, canta ocasionalment en un falset que s'assembla superficialment a la veu de Hodgson, com a "Goodbye Stranger" i "My Kind of Lady".
Actualment, Rick Davies és el propietari de la companyia posseïdora dels drets d'autor dels enregistraments de Supertramp, Rick Davies Productions.
En 2015 va cancel·lar una gira mundial amb Supertramp a causa d'un mieloma múltiple del que ja està recuperat.
A finals d'agost de 2018, Rick Davies va manifestar en una entrevista que, en la seva majoria, ha superat els seus problemes de salut i gaudeix de nou tocant música, cosa que no va poder fer cap al 2016, quan estava sota tractament mèdic. De fet, es pot veure a Davies interpretant algunes cançons amb altres membres actuals de Supertramp al seu costat (com Ricky and the Rockets).